# Sphecodes nyassanus
Sphecodes nyassanus là một loài Hymenoptera trong họ Halictidae. Loài này được Strand mô tả khoa học năm 1911.